# Die Rache einer Frau

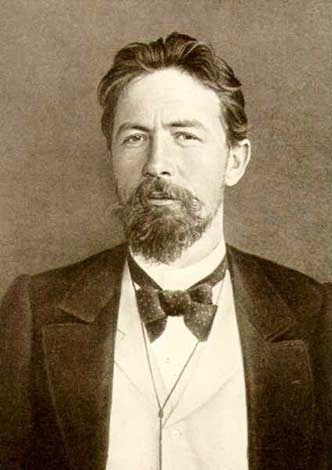
Anton Tschechow

Die Rache einer Frau (russisch Месть женщины, Mest schenschtschiny) ist eine Kurzgeschichte des russischen Schriftstellers Anton Tschechow, die am 2. Februar 1884 in dem satirischen Blatt Russki satiritscheski listok erschien.

## Inhalt
Als der Herr Doktor endlich Zeit für einen Hausbesuch bei den Tschelobitjews findet, hat sich der erkrankte Hausherr bereits auf den Weg gemacht und in die Praxis eines anderen Mediziners begeben. Der Herr Doktor fordert von der gnädigen Frau Nadeshda Petrowna Tschelobitjewa die Erstattung der Unkosten und wartet im Salon. Nadeshda Petrowna hat dummerweise kein Bargeld im Hause und schickt zum Krämer nach einem Rubel. Als der Arzt damit nicht zufrieden ist und fünf Rubel verlangt, ufert der Streit zwischen Mann und Frau aus. Auf dessen Höhepunkt fällt letztere dem ersteren ohnmächtig in die Arme. Nach einem Stündchen am Kamin macht sich der Herr Doktor – angenehm berührt, weil von der Hausherrin verführt – aus dem Staube.

## Verfilmung
- 1998, Russland, VID-TV[2] und Tschechow-Kunsttheater Moskau: Tschechow und Company[3], Staffel 10 (russisch) von Sinowi Roisman[4], Dmitri Brusnikin[5] und Alexander Feklistow mit Irina Apeksimowa[6] als Nadeshda Petrowna Tschelobitjewa und Dmitri Brusnikin als Herr Doktor.

## Verwendete Ausgabe
- Gerhard Dick (Hrsg.), Wolf Düwel (Hrsg.): Anton Tschechow: Gesammelte Werke in Einzelbänden: Die Rache einer Frau. S. 164–167 in: Gerhard Dick (Hrsg.): Anton Tschechow: Vom Regen in die Traufe. Kurzgeschichten. Aus dem Russischen übersetzt von Ada Knipper und Gerhard Dick. Mit einem Vorwort von Wolf Düwel. 630 Seiten. Rütten & Loening, Berlin 1964 (1. Aufl.)[7]